# 삼성 마벨
삼성 마벨(Samsung Marvel, Samsung S5560)은 삼성전자가 2009년에 출시한 휴대 전화이다.